# Lysias

Lysias (Moderne Büste am Achilleion auf Korfu)

Lysias (griechisch Λυσίας Lysías; * um 445 v. Chr. in Athen; † um 380 v. Chr.) war ein griechischer Logograph. Lysias schuf für seine Kunden Reden mit genau berechneter Wirkung. Seine erhaltenen Reden sind eine Hauptquelle für die Kenntnis der Verhältnisse in Athen nach dem Ende des Peloponnesischen Krieges.

## Leben
Lysias’ Vater Kephalos kam aus Syrakus und betrieb als Metöke im Hafen Athens, dem Peiraieus (Piräus), eine Schildmanufaktur. Nach dem Tod seines Vaters ging der ungefähr 15-jährige Lysias zusammen mit seinem Bruder Polemarchos nach Thurioi im unteritalischen Großgriechenland. Dort ließ sich Lysias bei Teisias, einem Schüler des Korax, in der Rhetorik ausbilden. Nach der sizilischen Katastrophe mussten sie zurück nach Athen flüchten. Lysias versuchte sich anschließend als Rhetoriklehrer.
Die Dreißig ließen Polemarchos hinrichten. Lysias konnte fliehen und beteiligte sich am Kampf für die Wiedererrichtung der attischen Demokratie. Später scheiterte ein Antrag des Thrasybulos, den Metöken, die am Sturz der Dreißig teilgenommen hatten, das Bürgerrecht zu verleihen. Als Metöke konnte Lysias keine politische Laufbahn einschlagen. Nach dem Verlust seines Vermögens während der Herrschaft der Dreißig war er gezwungen, seinen Lebensunterhalt als Logograph zu verdienen.
Zu den Olympischen Spielen des Jahres 388 v. Chr. trug Lysias seine Rede mit dem Titel Olympiakos vor, in der er zum Kampf gegen Dionysios I. von Syrakus aufrief.

## Werke
In römischer Zeit liefen von Lysias 230 als authentisch geltende Reden um. Bis heute sind 32 Reden unter seinem Namen überliefert, von denen einige unvollständig und acht vermutlich unecht sind.
Die Verteidigungsrede im Mordfall Eratosthenes (1.) ist Lysias’ Meisterwerk als Charakterzeichner. Der Redner verteidigt sich gegen den Vorwurf, Eratosthenes in eine Falle gelockt zu haben. Dazu präsentiert er sich als einfältiger Bauer, dem lange verborgen geblieben sei, dass ihn seine Frau mit Eratosthenes betrogen habe.
In der Verteidigung gegen Simon (3.) muss sich der namenlos bleibende Sprecher dieser Rede gegen Simons Beschuldigung, er habe ihn zu töten versucht, verteidigen. Beide begehrten den schönen Knaben Theodotos. In dieser Rede liegt die Kunst des Lysias darin, den Sprecher als ein Männlein erscheinen zu lassen, dem das alles ungeheuer peinlich ist und der nur aufgrund seiner Schüchternheit Simon nicht schon längst wegen dessen Gewalttätigkeit angezeigt hat.
Olivenbäume galten als heilig, weil sie als direkte Abkömmlinge des ersten Ölbaums galten, der von der Göttin Athene gestiftet worden war. Ihr Öl wurde in Preisamphoren den Siegern bei den Panathenäen überreicht. Auf die Beseitigung eines solchen Baumes stand die Todesstrafe. In der Verteidigung wegen der Beseitigung eines Ölbaumstumpfes (7.) ist die Darstellung des mehrfachen Besitzerwechsels eines Grundstückes, auf dem sich der Ölbaumstumpf angeblich befand, von besonderem Interesse.
Die Rede Gegen Eratosthenes (12.) ist eine Anklagerede des Lysias gegen einen der Dreißig, den er für den Tod seines Bruders verantwortlich macht. Sie ist die Hauptquelle für Lysias’ Biographie. Die Rede schließt mit einem Asyndeton: „Ihr habt gehört, gesehen, geduldet, den Schuldigen gefasst – richtet!“ – Gegen Agoratos (13.) ist die Anklage eines berufsmäßigen Denunzianten. Beide Reden enthalten scharfe Angriffe auf den auf Kritias’ Befehl hingerichteten Theramenes.
Die Reden Gegen Alkibiades (14.) und Über die Beschlagnahmung des Eigentums von Nikias’ Bruder (18.) verdanken ihre Überlieferung dem Interesse am Schicksal der Nachfahren dieser beiden tragischen Gestalten des Peloponnesischen Krieges.
Nachdem Konon 392 v. Chr. auf dem Friedenskongress in Sardeis von den Persern verhaftet worden war, wurden sein Unterbefehlshaber Nikophemos und dessen Sohn Aristophanes in Athen hingerichtet. In der Rede Über das Vermögen des Aristophanes (19.) verteidigt der Bruder von Aristophanes’ Witwe seinen Vater gegen den Vorwurf, der Staatskasse verfallenes Vermögen des Aristophanes zu verbergen. Eine schwierige Aufgabe: er darf den Hingerichteten nicht offen verteidigen, muss aber doch Zweifel an der Rechtmäßigkeit seiner Verurteilung für sich nutzen; er darf das eigene Vermögen nicht zu groß erscheinen lassen, muss aber doch darstellen, dass die Familie schon immer wohlhabend war und es sich bei dem, was sie haben, eben nicht um Aristophanes’ Geld handelt.
Die Rede Gegen die Getreidehändler (22.) richtet sich gegen Zwischenhändler, die sich zusammenschlossen, um die Preise der Importeure zu drücken.
Der Sprecher der Rede Über die Verweigerung der Rente an einen Invaliden (24.) wehrt sich gegen drei Behauptungen: er betreibe ein Gewerbe, reite und habe Umgang mit schlechten Menschen – so dass er eine Rente nicht brauche und ihrer überhaupt unwürdig sei. Nichts davon wird abgestritten, aber: Das Gewerbe werfe fast nichts ab, er reite grade wegen seiner Invalidität und aufgrund seiner Armut nicht auf einem gesattelten Maultier, sondern auf fremden Pferden, und auf dem Markt träfen sich nun einmal Menschen aller Art. Stattdessen betont der angebliche Invalide seine Würde, fragt nach den Motiven desjenigen, der ihm die Rente streitig macht, und versucht ein augenzwinkerndes Einverständnis mit dem Gericht herzustellen.
In den Reden Gegen Ergokles (28.) und Gegen Philokrates (29.) werden Unterbefehlshaber des Thrasybulos angeklagt, sich auf Kosten der Verbündeten bereichert zu haben. Thrasybulos selbst steht nur deshalb nicht vor Gericht, weil er 389 v. Chr. in Kleinasien fiel.

## Anekdotisches
In der von Apollodoros vorgetragenen Rede Gegen Neaira wird von der Beziehung des Lysias zur Hetaire Metaneira erzählt. Lysias ließ sie auf seine Kosten in die Mysterien von Eleusis einweihen.

## Fortleben
Kephalos’ Haus im Demos Peiraieus ist Schauplatz von Platons Staat. Im Phaidros diskutiert Platons Sokrates eine von Lysias stammende Rede über die Liebe. Aristoteles behandelt Lysias in seiner Rhetorik.
Schon Dionysios von Halikarnassos sah die besondere Leistung von Lysias in der individuellen Charakterzeichnung.

## Ausgaben (Auswahl)
- Lysiae orationes cum fragmentis. Recognovit brevique adnotatione critica instruxit Christopher Carey. Oxford 2007 (maßgebliche kritische Ausgabe aller Reden und Fragmente).

## Übersetzungen und Kommentare
- A Commentary on Lysias, Speeches 1–11. Kommentiert und ins Englische übersetzt von S. C. Todd, mit einem Nachdruck des griechischen OCT-Textes von C. Carey. Oxford 2007, ISBN 978-0-19-814909-5. Speeches 12-16. Oxford 2020, ISBN 978-0-19-885149-3.
- Lysias: Reden. Eingeleitet, kommentiert und übersetzt von Ingeborg Huber, herausgegeben von Kai Brodersen. Wissenschaftliche Buchgesellschaft, Darmstadt 2004/2005.
- Ernst-Alfred Kirfel: Lysias. Ausgewählte Reden. Kommentar. Aschendorff, Münster 1977, 1985, ISBN 3-402-02222-2.[4]
- Lysias: Der Rächer seiner Ehre. Herausgegeben und übersetzt von Ursula Treu. Reclam, Leipzig 1983.